# The Temptations
The Temptations er en legendarisk amerikansk soul-gruppe, som regnes for en af de bedste mandlige sanggrupper i 1960'erne, meget takket være sine harmoniske melodier.
The Temptations blev startet omkring 1960 i Detroit, Michigan, USA, og var en sammensmeltning af to forskellige grupper. Temptations bestod i begyndelsen af Otis Williams, Elbridge Bryant, og Melvin Franklin fra gruppen The Distants, og fra gruppen The Primes kom medlemmerne Eddie Kendricks, Paul Williams og Kell Osborne. 
Der var store forandringer i gruppens sammensætning gennem karrieren, blandt andet overtog David Ruffin stemmen som tenor efter Bryant i 1964. 
Blandt Temptations store hits er «My Girl» og «Cloud Nine».
The Temptations fortsatte en stund i 1970'erne, men det var i 1960'erne, at gruppen havde sin bedste tid. Siden 1980 har de haft enkelte genforeningskoncerter.
Gruppens nuværende sammensætning består af Otis Williams, Ron Tyson, Terry Weeks, Larry Braggs og Willie Green.

## Udvalgt Diskografi

### Singler
- 1965: "My Girl" (US # 1, R&B #1)
- 1968: "Ain't Too Proud to Beg" (US # 13, R&B #1)
- 1968: "Cloud Nine" (US # 6, R&B # 2)
- 1968: "I'm Gonna Make You Love Me" (med Diana Ross & The Supremes) (US # 2, R&B # 1)
- 1969: "I Can't Get Next To You" (US # 1, R&B # 1)
- 1971: "Just My Imagination (Running Away With Me)" (US # 1, R&B # 1)
- 1972: "Papa Was a Rollin' Stone" (US # 1, R&B # 5)

### Albums
- 1966: Greatest Hits (US #5)
- 1967: Temptations Live! (US #10)
- 1967: The Temptations with a Lot o' Soul (US #7)
- 1968: Diana Ross & the Supremes Join the Temptations (med Diana Ross & The Supremes) (US #2)
- 1968: TCB (avec Diana Ross & The Supremes) (US #1)
- 1969: Cloud Nine (US #4)
- 1969: Puzzle People (US #5)
- 1972: All Directions (US #2)
- 1973: Masterpiece (US #7)